# ATP Finals 2021
ATP Finals 2021, známý také jako Turnaj mistrů 2021 či se jménem sponzora Nitto ATP Finals 2021, představovalje závěrečný tenisový turnaj mužské profesionální sezóny 2021 pro osm nejvýše postavených mužů ve dvouhře a osm nejlepších párů ve čtyřhře na žebříčku ATP v pondělním vydání po skončení posledního turnaje okruhu ATP Tour před Turnajem mistrů.
Turnaj se odehrával mezi 14. až 21. listopadu 2021 poprvé v italtském Turíně, který se stal šestnáctým místem konání závěrečné akce roku. Dějištěm byla víceúčelová Pala Alpitour, v níž byl instalován dvorec s rychlým tvrdým povrchem. Celková dotace i prize money činily 7 250 000 amerických dolarů. Hlavním sponzorem se popáté stala japonská společnost Nitto Denko. Prezident italského tenisového svazu Angelo Binaghi na úvodní tiskové konferenci oznámil, že kvůli pokračující pandemii covidu-19 turnaj začal se 75% naplněností kapacity arény.
Devátý singlový titul na okruhu ATP Tour vybojoval Němec Alexander Zverev, jenž Turnaj mistrů ovládl již v roce 2018. Jako čtvrtý hráč a první od Agassiho v roce 1990 dokázal v závěrečných dvou utkáních porazit světovou jedničku i dvojku. Jubilejní dvacátou společnou trofej si ze čtyřhry odvezli Francouzi Pierre-Hugues Herbert a Nicolas Mahut, kteří na závěrečné události sezóny triumfovali již v roce 2019.

## Turnaj

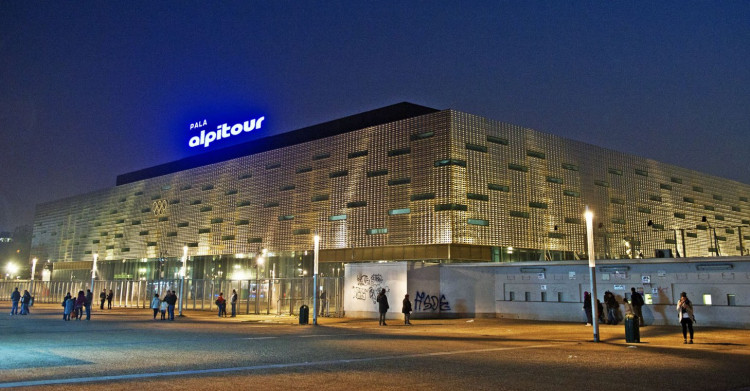
Pala Alpitour v Turíně, dějiště turnaje 2021–2025

Turínská Pala Alpitour hostila mezi 14. až 21. listopadem 2021 padesátý druhý ročník Turnaje mistrů ve dvouhře a čtyřicátý sedmý ve čtyřhře. Stadion představoval největší krytou arénu v Itálii, s tenisovou kapacitou až 12 tisíc dváků. Odehrálo se v ní také finále hokejového turnaje Zimních olympijských her 2006. Událost organizovala Asociace tenisových profesionálů (ATP) ve formě vyvrcholení okruhu ATP Tour 2021. Jednalo se o závěrečný turnaj sezóny v kategorii ATP Tour Finals následovaný jen týmovým finálem Davis Cupu, jehož část hala také hostila. Obhájce titulu Medveděv uvedl, že byl v hale položen zřejmě nejrychlejší povrch, na jakém kdy hrál.

### Formát
Soutěže dvouhry se účastnilo osm tenistů, z nichž každý odehrál tři vzájemné zápasy v jedné ze dvou čtyřčlenných základních skupin – zelené a červené. První dva tenisté z každé skupiny postoupili do semifinále, které již probíhalo vyřazovacím systémem pavouka. První ze skupin se utkali s druhými z opačných skupin. Vítězové semifinále se pak střetli ve finálovém duelu.
Soutěž čtyřhry kopírovala formát dvouhry.
Všechny zápasy dvouhry byly hrány na dva vítězné sety s uplatněním tiebreaku, včetně finále. Každé utkání čtyřhry se konalo na dva vítězné sety. Za vyrovnaného stavu sad 1–1 o vítězi rozhodoval supertiebreak. Jednotlivé gemy čtyřhry neobsahovaly „výhodu“. Po shodě následoval rozhodující míč, jehož vítěz získal celou hru.

### Kritéria pořadí v základní skupině
Konečné pořadí v základní skupině se řídilo následujícími kritérii:
1. nejvyšší počet vyhraných utkání
2. nejvyšší počet odehraných utkání
3. u dvou hráčů se stejným počtem výher rozhodovalo vzájemné utkání;
4. u tří hráčů se stejným počtem výher rozhodovalo:
    a) nejvyšší procento vyhraných setů (případně vzájemný zápas při shodě dvou hráčů)
    b) nejvyšší procento vyhraných her (případně vzájemný zápas při shodě dvou hráčů).
5. žebříček ATP platný během turnaje

## Body a finanční odměny
Rozpočet ATP Finals 2021 byl meziročně navýšen z částky 5,7 na 7,25 milionu dolarů.
| Fáze | Fáze                | dvouhra          | čtyřhra        | body     |
| --- | ------------------- | ---------------- | -------------- | -------- |
| neporažení vítězové | neporažení vítězové | 2 316 000 $      | 429 000 $      | 1 500    |
| vítězové | vítězové            | ZS + 1 094 000 $ | ZS + 164 000 $ | ZS + 900 |
| finalisté | finalisté           | ZS + 530 000 $   | ZS + 84 000 $  | ZS + 400 |
| za výhru ve skupině | za výhru ve skupině | 173 000 $        | 33 000 $       | 200      |
| startovné |                     |                  |                |          |
| za 3 zápasy | 173 000 $           | 82 000 $         | —              |          |
| za 2 zápasy | 129 750 $           | 61 000 $         | —              |          |
| za 1 zápas | 86 500 $            | 32 000 $         | —              |          |
| náhradníci | náhradníci          | 93 000 $         | —              | 33 000 $ |
| Poznámky |                     |                  |                |          |
| - částky jsou uváděny v amerických dolarech ($) - celkový rozpočet 7 250 000 dolarů - ZS – celkové finanční odměny či body získané v základní skupině - finanční odměny ve čtyřhře jsou uváděny na celý pár |                     |                  |                |          |

## Dvouhra

### Kvalifikovaní hráči
| 1.                             |  | Novak Djoković (SRB)     | 9 370 | 11. července  | [ 10 ] |
| 2.                             |  | Daniil Medveděv (RUS)    | 7 070 | 13. září      | [ 11 ] |
| 3.                             |  | Alexander Zverev (GER)   | 5 955 | 11. října     | [ 12 ] |
| 4.                             |  | Stefanos Tsitsipas (GRE) | 5 695 | 13. září      | [ 11 ] |
| 5.                             |  | Andrej Rubljov (RUS)     | 4 210 | 23. října     | [ 13 ] |
| 6.                             |  | Matteo Berrettini (ITA)  | 4 090 | 25. října     | [ 14 ] |
| 7.                             |  | Hubert Hurkacz (POL)     | 3 315 | 5. listopadu  | [ 15 ] |
| 8.                             |  | Casper Ruud (NOR)        | 3 275 | 4. listopadu  | [ 16 ] |
| 9.                             |  | Jannik Sinner (ITA)      | 3 015 | 16. listopadu | [ 17 ] |
| 10.                            |  | Cameron Norrie (GBR)     | 2 945 | 17. listopadu | [ 18 ] |
| Zelená skupina Červená skupina |  |                          |       |               |        |

### Předešlý poměr všech vzájemných zápasů
Tabulka uvádí poměr vzájemných zápasů hráčů před Turnajem mistrů.

#### Všechny odehrané zápasy
|    |                    | Djoković | Medveděv | Zverev | Tsitsipas | Rubljov | Berrettini | Hurkacz | Ruud | Celkem H2H | Poměr 2021 |
| 1. | Novak Djoković     |          | 6–4      | 7–3    | 6–2       | 0–0     | 4–0        | 3–0     | 1–0  | 27–9       | 48–6       |
| 2. | Daniil Medveděv    | 4–6      |          | 5–5    | 6–2       | 4–1     | 2–0        | 1–1     | 2–0  | 24–15      | 54–12      |
| 3. | Alexander Zverev   | 3–7      | 5–5      |        | 3–6       | 5–0     | 3–1        | 1–0     | 2–0  | 22–19      | 55–14      |
| 4. | Stefanos Tsitsipas | 2–6      | 2–6      | 6–3    |           | 4–3     | 2–0        | 6–2     | 1–1  | 23–21      | 55–18      |
| 5. | Andrej Rubljov     | 0–0      | 1–4      | 0–5    | 3–4       |         | 2–3        | 0–2     | 4–0  | 10–18      | 48–20      |
| 6. | Matteo Berrettini  | 0–4      | 0–2      | 1–3    | 0–2       | 3–2     |            | 2–1     | 2–2  | 8–16       | 41–11      |
| 7. | Hubert Hurkacz     | 0–3      | 1–1      | 0–1    | 2–6       | 2–0     | 1–2        |         | 0–0  | 6–12       | 36–20      |
| 8. | Casper Ruud        | 0–1      | 0–2      | 0–2    | 1–1       | 0–4     | 2–2        | 0–0     |      | 3–12       | 53–15      |

### Výsledky a body
Tabulka uvádí sezónní výsledky a odpovídající bodový zisk kvalifikovaných hráčů a náhradníků Turnaje mistrů.
| ATP                           | tenista               | Grand Slam | Grand Slam | Grand Slam | Grand Slam | ATP Tour Masters 1000 | ATP Tour Masters 1000 | ATP Tour Masters 1000 | ATP Tour Masters 1000 | ATP Tour Masters 1000 | ATP Tour Masters 1000 | ATP Tour Masters 1000 | ATP Tour Masters 1000 | Nejlépe na dalších turnajích | Nejlépe na dalších turnajích | Nejlépe na dalších turnajích | Nejlépe na dalších turnajích | Nejlépe na dalších turnajích | Nejlépe na dalších turnajích | Nejlépe na dalších turnajích | body  | turnajů |
| ----------------------------- | --------------------- | ---------- | ---------- | ---------- | ---------- | --------------------- | --------------------- | --------------------- | --------------------- | --------------------- | --------------------- | --------------------- | --------------------- | ---------------------------- | ---------------------------- | ---------------------------- | ---------------------------- | ---------------------------- | ---------------------------- | ---------------------------- | ----- | ------- |
| ATP                           | tenista               | AO         | FO         | WIM        | USO        | MI                    | MC                    | MA                    | RO                    | CA                    | CI                    | IW                    | PA                    | 1.                           | 2.                           | 3.                           | 4.                           | 5.                           | 6.                           | 7.                           | body  | turnajů |
| 1.                            | Novak Djoković        | Titul 2000 | Titul 2000 | Titul 2000 | F 1200     | A 0                   | 16k 90                | A 0                   | F 600                 | A 0                   | A 0                   | A 0                   | Titul 1000            | Titul 250                    | RR 140                       | SF 90                        |                              |                              |                              |                              | 9 370 | 10      |
| 2.                            | Daniil Medveděv       | F 1200     | ČF 360     | 16k 180    | Titul 2000 | ČF 180                | A 0                   | 16k 90                | 32k 10                | Titul 1000            | SF 360                | 16k 90                | F 600                 | Titul 500                    | Titul 250                    | Titul 250                    | 32k 0                        | 32k 0                        |                              |                              | 7 070 | 16      |
| 3.                            | Alexander Zverev      | ČF 360     | SF 720     | 16k 180    | SF 720     | 64k 10                | 16k 90                | Titul 1000            | ČF 180                | A 0                   | Titul 1000            | ČF 180                | SF 360                | Titul 500                    | Titul 500                    | SF 65                        | 16k 45                       | ČF 45                        | 32k 0                        |                              | 5 955 | 17      |
| 4.                            | Stefanos Tsitsipas    | SF 720     | F 1200     | ČF 45      | 32k 90     | ČF 180                | Titul 1000            | 16k 90                | ČF 180                | SF 360                | SF 360                | ČF 180                | 32k 10                | F 300                        | F 300                        | Titul 250                    | SF 180                       | RR 115                       | ČF 90                        | 16k 45                       | 5 695 | 20      |
| 5.                            | Andrej Rubljov        | ČF 360     | ČF 45      | 16k 180    | 32k 90     | SF 360                | F 600                 | 16k 90                | ČF 180                | 16k 90                | F 600                 | 32k 45                | 32k 10                | Titul 500                    | Titul 310                    | F 300                        | SF 180                       | ČF 90                        | SF 90                        | SF 90                        | 4 210 | 21      |
| 6.                            | Matteo Berrettini     | 16k 180    | ČF 360     | F 1200     | ČF 360     | A 0                   | 32k 10                | F 600                 | 16k 90                | A 0                   | 16k 90                | 32k 45                | A 0                   | Titul 500                    | F 270                        | Titul 250                    | ČF 90                        | ČF 45                        |                              |                              | 4 090 | 14      |
| 7.                            | Hubert Hurkacz        | 128k 10    | 128k 10    | SF 720     | 64k 45     | Titul 1000            | 32k 45                | 64k 10                | 64k 10                | ČF 180                | 16k 90                | ČF 180                | SF 360                | Titul 250                    | Titul 250                    | 16k 45                       | 16k 45                       | ČF 45                        | 16k 20                       | 32k 0                        | 3 315 | 22      |
| 8.                            | Casper Ruud           | 16k 180    | 32k 90     | SF 90      | 64k 45     | ČF 45                 | SF 360                | SF 360                | ČF 45                 | ČF 180                | ČF 180                | 16k 90                | ČF 180                | Titul 250                    | Titul 250                    | Titul 250                    | Titul 250                    | Titul 250                    | ČF 90                        | ČF 90                        | 3 275 | 21      |
| Náhradníci                    |                       |            |            |            |            |                       |                       |                       |                       |                       |                       |                       |                       |                              |                              |                              |                              |                              |                              |                              |       |         |
| 9.                            | Jannik Sinner         | ČF 45      | 16k 180    | 16k 20     | 16k 180    | F 600                 | 32k 45                | 32k 45                | 32k 45                | 32k 10                | 32k 45                | 16k 90                | 32k 10                | Titul 500                    | Titul 250                    | Titul 250                    | Titul 250                    | SF 180                       | SF 180                       | ČF 90                        | 3 015 | 25      |
| —                             | Rafael Nadal          | ČF 360     | SF 720     | A 0        | A 0        | A 0                   | ČF 180                | ČF 180                | Titul 1000            | A 0                   | A 0                   | A 0                   | A 0                   | Titul 500                    | 16k 45                       |                              |                              |                              |                              |                              | 2 985 | 7       |
| 10.                           | Cameron Norrie        | 32k 90     | 32k 90     | 32k 90     | SF 90      | 32k 45                | 16k 65                | 16k 45                | 32k 70                | 16k 45                | ČF 45                 | Titul 1000            | 16k 90                | F 300                        | Titul 250                    | F 150                        | F 150                        | F 150                        | ČF 90                        | ČF 90                        | 2 945 | 24.     |
| —                             | Félix Auger-Aliassime | 16k 180    | 128k 10    | ČF 360     | SF 720     | 32k 45                | 16k 45                | 64k 10                | 16k 90                | 32k 10                | ČF 180                | 64k 10                | 32k 45                | SF 180                       | F 150                        | F 150                        | ČF 90                        | ČF 90                        | ČF 90                        | SF 90                        | 2 545 | 22      |
| 11.                           | Aslan Karacev         | SF 745     | 64k 45     | 128k 10    | 32k 90     | 32k 45                | 32k 45                | 16k 90                | 16k 90                | 32k 10                | 64k 10                | 16k 90                | 64k 10                | Titul 500                    | Titul 250                    | F 150                        | 16k 45                       | ČF 45                        | 16k 20                       | 16k 0                        | 2 290 | 21      |
| náhradník odhlášení z turnaje |                       |            |            |            |            |                       |                       |                       |                       |                       |                       |                       |                       |                              |                              |                              |                              |                              |                              |                              |       |         |

| Legenda | Legenda               | Legenda | Legenda             |
| ------- | --------------------- | ------- | ------------------- |
| 0/2000  | získané body          | 128k    | 128 hráčů v kole    |
| A       | neúčast na turnaji    | 64k     | 64 hráčů v kole     |
| ČF      | prohra ve čtvrtfinále | 32k     | 32 hráčů v kole     |
| SF      | prohra v semifinále   | 16k     | 16 hráčů v kole     |
| F       | prohra ve finále      | Titul   | vítězství v turnaji |
| ZS      | základní skupina      | —       | —                   |

## Čtyřhra

### Kvalifikované páry
| 1.                             |  | Nikola Mektić (CRO) Mate Pavić (CRO)            | 8 875 | 6. července  | [ 19 ] |
| 2.                             |  | Rajeev Ram (USA) Joe Salisbury (GBR)            | 7 185 | 3. září      | [ 20 ] |
| 3.                             |  | Pierre-Hugues Herbert (FRA) Nicolas Mahut (FRA) | 4 690 | 13. září     | [ 11 ] |
| 4.                             |  | Marcel Granollers (ESP) Horacio Zeballos (ARG)  | 4 535 | 30. září     | [ 21 ] |
| 5.                             |  | Juan Sebastián Cabal (COL) Robert Farah (COL)   | 4 260 | 26. října    | [ 22 ] |
| 6.                             |  | Ivan Dodig (CRO) Filip Polášek (SVK)            | 3 230 | 20. října    | [ 23 ] |
| 7.                             |  | Jamie Murray (GBR) Bruno Soares (BRA)           | 3 230 | 4. listopadu | [ 24 ] |
| 8.                             |  | Kevin Krawietz (GER) Horia Tecău (ROU)          | 3 110 | 4. listopadu | [ 24 ] |
| Zelená skupina Červená skupina |  |                                                 |       |              |        |

### Předešlý poměr všech vzájemných zápasů
Tabulka uvádí poměr vzájemných zápasů párů před Turnajem mistrů.

#### Všechny odehrané zápasy
|    |                                     | Mektić Pavić | Ram Salisbury | Herbert Mahut | Granollers Zeballos | Cabal Farah | Dodig Polášek | Murray Soares | Krawietz Tecău | Celkem H2H | Poměr 2021 |
| 1. | Nikola Mektić Mate Pavić            |              | 4–1           | 2–0           | 2–1                 | 0–1         | 2–1           | 0–0           | 2–0            | 12–4       | 59–11      |
| 2. | Rajeev Ram Joe Salisbury            | 1–4          |               | 0–1           | 4–2                 | 3–1         | 1–2           | 2–0           | 0–1            | 11–11      | 40–16      |
| 3. | Pierre-Hugues Herbert Nicolas Mahut | 0–2          | 1–0           |               | 0–2                 | 5–2         | 0–0           | 2–2           | 0–0            | 8–8        | 30–11      |
| 4. | Marcel Granollers Horacio Zeballos  | 1–2          | 2–4           | 2–0           |                     | 0–1         | 1–0           | 0–2           | 0–1            | 6–10       | 24–11      |
| 5. | Juan Sebastián Cabal Robert Farah   | 1–0          | 1–3           | 2–5           | 1–0                 |             | 1–0           | 3–7           | 1–0            | 10–15      | 36–18      |
| 6. | Ivan Dodig Filip Polášek            | 1–2          | 2–1           | 0–0           | 0–1                 | 0–1         |               | 0–0           | 1–0            | 4–5        | 20–11      |
| 7. | Jamie Murray Bruno Soares           | 0–0          | 0–2           | 2–2           | 2–0                 | 7–3         | 0–0           |               | 0–1            | 11–8       | 25–13      |
| 8. | Kevin Krawietz Horia Tecău          | 0–2          | 1–0           | 0–0           | 1–0                 | 0–1         | 0–1           | 1–0           |                | 3–4        | 28–13      |

### Výsledky a body
Tabulka uvádí započítané sezónní výsledky a odpovídající bodový zisk kvalifikovaných párů na Turnaji mistrů.
| ATP                                                                                            | dvojice                             | Nejlepší bodový zisk z turnajů | Nejlepší bodový zisk z turnajů | Nejlepší bodový zisk z turnajů | Nejlepší bodový zisk z turnajů | Nejlepší bodový zisk z turnajů | Nejlepší bodový zisk z turnajů | Nejlepší bodový zisk z turnajů | Nejlepší bodový zisk z turnajů | Nejlepší bodový zisk z turnajů | Nejlepší bodový zisk z turnajů | Nejlepší bodový zisk z turnajů | Nejlepší bodový zisk z turnajů | Nejlepší bodový zisk z turnajů | Nejlepší bodový zisk z turnajů | Nejlepší bodový zisk z turnajů | Nejlepší bodový zisk z turnajů | Nejlepší bodový zisk z turnajů | Nejlepší bodový zisk z turnajů | Nejlepší bodový zisk z turnajů | body  | turnajů |
| ATP                                                                                            | dvojice                             | 1.                             | 2.                             | 3.                             | 4.                             | 5.                             | 6.                             | 7.                             | 8.                             | 9.                             | 10.                            | 11.                            | 12.                            | 13.                            | 14.                            | 15.                            | 16.                            | 17.                            | 18.                            | 19.                            | body  | turnajů |
| ---------------------------------------------------------------------------------------------- | ----------------------------------- | ------------------------------ | ------------------------------ | ------------------------------ | ------------------------------ | ------------------------------ | ------------------------------ | ------------------------------ | ------------------------------ | ------------------------------ | ------------------------------ | ------------------------------ | ------------------------------ | ------------------------------ | ------------------------------ | ------------------------------ | ------------------------------ | ------------------------------ | ------------------------------ | ------------------------------ | ----- | ------- |
| 1.                                                                                             | Nikola Mektić Mate Pavić            | Titul 2000                     | Titul 1000                     | Titul 1000                     | Titul 1000                     | SF 720                         | F 600                          | F 600                          | Titul 500                      | F 300                          | Titul 250                      | Titul 250                      | Titul 250                      | ČF 180                         | ČF 90                          | ČF 90                          | ČF 45                          | 64k 0                          | 16k 0                          | 16k 0                          | 8 875 | 19      |
| 2.                                                                                             | Rajeev Ram Joe Salisbury            | Titul 2000                     | F 1200                         | Titul 1000                     | SF 720                         | F 600                          | SF 360                         | F 300                          | ČF 180                         | SF 180                         | SF 180                         | F 150                          | 32k 90                         | 16k 90                         | 16k 90                         | 16k 0                          | 32k 0                          | 16k 0                          | 16k 0                          |                                | 7 140 | 18      |
| 3.                                                                                             | Pierre-Hugues Herbert Nicolas Mahut | Titul 2000                     | F 600                          | Titul 500                      | ČF 360                         | ČF 360                         | ČF 180                         | ČF 180                         | SF 180                         | F 150                          | 32k 90                         | 16k 90                         | 16k 0                          |                                |                                |                                |                                |                                |                                |                                | 4 690 | 12      |
| 4.                                                                                             | Marcel Granollers Horacio Zeballos  | F 1200                         | Titul 1000                     | Titul 1000                     | ČF 360                         | SF 360                         | F 300                          | ČF 180                         | 32k 90                         | ČF 45                          | 32k 0                          | 64k 0                          | 32k 0                          | 16k 0                          |                                |                                |                                |                                |                                |                                | 4 535 | 13      |
| 5.                                                                                             | Juan Sebastián Cabal Robert Farah   | SF 720                         | Titul 500                      | Titul 500                      | Titul 500                      | ČF 360                         | SF 360                         | SF 360                         | ČF 180                         | ČF 180                         | F 150                          | 32k 90                         | 16k 90                         | ČF 90                          | SF 90                          | SF 90                          | 64k 0                          | 32k 0                          | 32k 0                          | 16k 0                          | 4 260 | 20      |
| 6.                                                                                             | Ivan Dodig Filip Polášek            | Titul 2000                     | SF 360                         | ČF 180                         | SF 180                         | F 150                          | 32k 90                         | 32k 90                         | 16k 90                         | SF 90                          | 16k 0                          | 16k 0                          | 16k 0                          |                                |                                |                                |                                |                                |                                |                                | 3 230 | 12      |
| 7.                                                                                             | Jamie Murray Bruno Soares           | F 1200                         | SF 720                         | SF 360                         | Titul 250                      | Titul 250                      | 16k 180                        | 32k 90                         | 16k 90                         | ČF 90                          | 32k 0                          | 32k 0                          | 32k 0                          | 16k 0                          | 16k 0                          | 16k 0                          |                                |                                |                                |                                | 3 230 | 15      |
| 8.                                                                                             | Kevin Krawietz Horia Tecău          | Titul 500                      | ČF 360                         | ČF 360                         | SF 360                         | F 300                          | F 300                          | F 300                          | ČF 180                         | ČF 180                         | 32k 90                         | 16k 90                         | 16k 90                         | 16k 0                          | 32k 0                          |                                |                                |                                |                                |                                | 3 110 | 14      |
| Náhradníci                                                                                     |                                     |                                |                                |                                |                                |                                |                                |                                |                                |                                |                                |                                |                                |                                |                                |                                |                                |                                |                                |                                |       |         |
| —                                                                                              | John Peers Filip Polášek            | Titul 1000                     | SF 720                         | SF 360                         | SF 180                         | F 150                          | 16k 90                         | 32k 0                          | 16k 0                          |                                |                                |                                |                                |                                |                                |                                |                                |                                |                                |                                | 2 500 | 8       |
| 9.                                                                                             | Simone Bolelli Máximo González      | SF 720                         | Titul 250                      | Titul 250                      | Titul 250                      | 16k 180                        | 16k 180                        | F 150                          | 32k 90                         | 16k 90                         | 16k 90                         | ČF 45                          | ČF 45                          | ČF 45                          | 32k 0                          | 32k 0                          | 32k 0                          | 16k 0                          | 16k 0                          | Q1 0                           | 2 385 | 19      |
| 10.                                                                                            | Tim Pütz Michael Venus              | Titul 1000                     | Titul 500                      | SF 360                         | ČF 180                         | SF 180                         | 64k 0                          | 64k 0                          | 32k 0                          | 16k 0                          |                                |                                |                                |                                |                                |                                |                                |                                |                                |                                | 2 220 | 9       |
| náhradní pár pár se nekvalifikoval, protože jeho člen již vytvořil dvojici s jiným spoluhráčem |                                     |                                |                                |                                |                                |                                |                                |                                |                                |                                |                                |                                |                                |                                |                                |                                |                                |                                |                                |                                |       |         |

| Legenda | Legenda                 | Legenda | Legenda             |
| ------- | ----------------------- | ------- | ------------------- |
| 0/2000  | získané body na turnaji | 64k     | 64 párů v kole      |
| ČF      | prohra ve čtvrtfinále   | 32k     | 32 párů v kole      |
| SF      | prohra v semifinále     | 16k     | 16 párů v kole      |
| F       | prohra ve finále        | Titul   | vítězství v turnaji |

## Harmonogram zápasů
| Zápasy                 | Zápasy                 | Zápasy                 | Zápasy                                    | Zápasy                                    | Zápasy                   |
| Program                | fáze                   | fáze                   | vítězové                                  | poražení                                  | výsledek                 |
| 1. den – 14. listopadu | 1. den – 14. listopadu | 1. den – 14. listopadu | 1. den – 14. listopadu                    | 1. den – 14. listopadu                    | 1. den – 14. listopadu   |
| ---------------------- | ---------------------- | ---------------------- | ----------------------------------------- | ----------------------------------------- | ------------------------ |
| Odpoledne              | čtyřhra                | Zelená skupina         | Nikola Mektić / Mate Pavić [1]            | Kevin Krawietz / Horia Tecău [8]          | 6–4, 6–4                 |
| Odpoledne              | dvouhra                | Červená skupina        | Daniil Medveděv [2]                       | Hubert Hurkacz [7]                        | 6–7(5–7), 6–3, 6–4       |
| Večer                  | čtyřhra                | Zelená skupina         | Marcel Granollers / Horacio Zeballos [4]  | Ivan Dodig / Filip Polášek [6]            | 4–6, 7–6(12–10), [10–6]  |
| Večer                  | dvouhra                | Červená skupina        | Alexander Zverev [3]                      | Matteo Berrettini [6]                     | 7–6(9–7), 1–0skreč       |
| 2. den – 15. listopadu |                        |                        |                                           |                                           |                          |
| Odpoledne              | čtyřhra                | Červená skupina        | Rajeev Ram / Joe Salisbury [2]            | Jamie Murray / Bruno Soares [7]           | 6–1, 7–6(7–5)            |
| Odpoledne              | dvouhra                | Zelená skupina         | Novak Djoković [1]                        | Casper Ruud [8]                           | 7–6(7–4), 6–2            |
| Večer                  | čtyřhra                | Červená skupina        | Pierre-Hugues Herbert / Nicolas Mahut [3] | Juan Sebastián Cabal / Robert Farah [5]   | 7–6(7–1), 6–4            |
| Večer                  | dvouhra                | Zelená skupina         | Andrej Rubljov [5]                        | Stefanos Tsitsipas [4]                    | 6–4, 6–4                 |
| 3. den – 16. listopadu |                        |                        |                                           |                                           |                          |
| Odpoledne              | čtyřhra                | Zelená skupina         | Marcel Granollers / Horacio Zeballos [4]  | Nikola Mektić / Mate Pavić [1]            | 6–4, 7–6(7–4)            |
| Odpoledne              | dvouhra                | Červená skupina        | Daniil Medveděv [2]                       | Alexander Zverev [3]                      | 6–3, 6–7(3–7), 7–6(8–6)  |
| Večer                  | čtyřhra                | Zelená skupina         | Ivan Dodig / Filip Polášek [6]            | Kevin Krawietz / Horia Tecău [8]          | 7–6(7–2), 7–5            |
| Večer                  | dvouhra                | Červená skupina        | Jannik Sinner [Alt]                       | Hubert Hurkacz [7]                        | 6–2, 6–2                 |
| 4. den – 17. listopadu |                        |                        |                                           |                                           |                          |
| Odpoledne              | čtyřhra                | Červená skupina        | Juan Sebastián Cabal / Robert Farah [5]   | Jamie Murray / Bruno Soares [7]           | 6–2, 6–4                 |
| Odpoledne              | dvouhra                | Zelená skupina         | Novak Djoković [1]                        | Andrej Rubljov [5]                        | 6–3, 6–2                 |
| Večer                  | čtyřhra                | Červená skupina        | Rajeev Ram / Joe Salisbury [2]            | Pierre-Hugues Herbert / Nicolas Mahut [3] | 6–7(7–9), 6–0, [13–11]   |
| Večer                  | dvouhra                | Zelená skupina         | Casper Ruud [8]                           | Cameron Norrie [Alt]                      | 1–6, 6–3, 6–4            |
| 5. den – 18. listopadu |                        |                        |                                           |                                           |                          |
| Odpoledne              | čtyřhra                | Zelená skupina         | Kevin Krawietz / Horia Tecău [8]          | Marcel Granollers / Horacio Zeballos [4]  | 6–3, 6–7(1–7), [10–5]    |
| Odpoledne              | dvouhra                | Červená skupina        | Alexander Zverev [3]                      | Hubert Hurkacz [7]                        | 6–2, 6–4                 |
| Večer                  | čtyřhra                | Zelená skupina         | Nikola Mektić / Mate Pavić [1]            | Ivan Dodig / Filip Polášek [6]            | 6–4, 7–6(8–6)            |
| Večer                  | dvouhra                | Červená skupina        | Daniil Medveděv [2]                       | Jannik Sinner [Alt]                       | 6–0, 6–7(5–7), 7–6(10–8) |
| 6. den – 19. listopadu |                        |                        |                                           |                                           |                          |
| Odpoledne              | čtyřhra                | Červená skupina        | Rajeev Ram / Joe Salisbury [2]            | Juan Sebastián Cabal / Robert Farah [5]   | 7–5, 2–6, [11–9]         |
| Odpoledne              | dvouhra                | Zelená skupina         | Casper Ruud [8]                           | Andrej Rubljov [5]                        | 2–6, 7–5, 7–6(7–5)       |
| Večer                  | čtyřhra                | Červená skupina        | Pierre-Hugues Herbert / Nicolas Mahut [3] | Jamie Murray / Bruno Soares [7]           | 6–3, 7–6(7–5)            |
| Večer                  | dvouhra                | Zelená skupina         | Novak Djoković [1]                        | Cameron Norrie [Alt]                      | 6–2, 6–1                 |
| 7. den – 20. listopadu |                        |                        |                                           |                                           |                          |
| Odpoledne              | čtyřhra                | semifinále             | Rajeev Ram / Joe Salisbury [2]            | Nikola Mektić / Mate Pavić [1]            | 4–6, 7–6(7–3), [10–4]    |
| Odpoledne              | dvouhra                | semifinále             | Daniil Medveděv [2]                       | Casper Ruud [8]                           | 6–4, 6–2                 |
| Večer                  | čtyřhra                | semifinále             | Pierre-Hugues Herbert / Nicolas Mahut [3] | Marcel Granollers / Horacio Zeballos [4]  | 6–3, 6–4                 |
| Večer                  | dvouhra                | semifinále             | Alexander Zverev [3]                      | Novak Djoković [1]                        | 7–6(7–4), 4–6, 6–3       |
| 8. den – 21. listopadu |                        |                        |                                           |                                           |                          |
| Večer                  | čtyřhra                | finále                 | Pierre-Hugues Herbert / Nicolas Mahut [3] | Rajeev Ram / Joe Salisbury [2]            | 6–4, 7–6(7–0)            |
| Večer                  | dvouhra                | finále                 | Alexander Zverev [3]                      | Daniil Medveděv [2]                       | 6–4, 6–4                 |